# Tergo
Tergo is een bestuurslaag in het regentschap Kudus van de provincie Midden-Java, Indonesië. Tergo telt 3392 inwoners (volkstelling 2010).